# Силанус
Сила̀нус (на италиански: Silanus; на сардински: Silanos, Силанос) е малко градче и община в Южна Италия, провинция Нуоро, автономен регион и остров Сардиния. Разположено е на 432 m надморска височина. Населението на общината е 2181 души (към 2013 г.).